# Oxyopes tikaderi
Oxyopes tikaderi är en spindelart som beskrevs av Biswas och Majumder 1995. Oxyopes tikaderi ingår i släktet Oxyopes och familjen lospindlar. Inga underarter finns listade i Catalogue of Life.